# Space Cruiser
Space Cruiser (с англ. — «космический крейсер») — проект пилотируемого космического корабля-перехватчика, разработанный по заказу ВМФ США в 1970-х. Задачей аппарата должна была быть инспекция, и — в случае военного конфликта — уничтожение низкоорбитальных спутников систем морской разведки и целеуказания, наподобие советской МКРЦ «Легенда». Предполагалось, что аппарат должен будет запускаться с борта подводной лодки, осуществлять интенсивное орбитальное маневрирование и поражать цель за 1-2 орбитальных витка, после чего возвращаться на Землю и приводняться рядом с дружественными кораблями. Проект не был реализован.

## История
В начале 1970-х, увеличение возможностей спутниковой разведки и связи привело к тому, что влияние, оказываемое спутниками на ход военных действий на Земле стало все актуальнее. Одним из сфер приложения спутниковой разведки стало наблюдение за кораблями и флотами в море.
Американский флот, развернувший в начале 1970-х систему морской спутниковой разведки NOSS (англ. Naval Ocean Surveillance System — Военно-Морская Система Океанской Разведки) хорошо представлял, какие проблемы для его действий может создать развёртывание аналогичной системы противником. Советский Союз, несомненно, обладал и техническими возможностями и стимулами для создания спутниковой системы морской разведки, и с помощью таковой мог существенно осложнить (в случае военного конфликта) оперативное развёртывание американского флота.
Выходом из положения являлось создание противоспутниковой системы, способной уничтожать советские спутники морской разведки. По техническим причинам, подобные спутники должны были находиться на сравнительно низких околоземных орбитах, что облегчало их оперативное уничтожение в самом начале конфликта. Рассмотрев все возможности, ВМФ США пришёл к выводу, что оптимальным решением будет пилотируемый космический аппарат, способный, помимо перехвата и уничтожения спутников, также осуществлять их инспекцию в мирное время.

## Разработка
Проектирование аппарата в ходе проекта «Космический крейсер» было начато в 1973 году. Основные работы выполняло Агентство по перспективным оборонным научно-исследовательским разработкам США (DARPA). В процессе работы были поставлены следующие требования к будущему аппарату:
- Готовность к развёртыванию не позднее 1985 года
- Длина не более 7,62 метров (ограниченная условиями размещения в пусковой шахте подводной лодки)
- Простота и лёгкость конструкции
- Повторный запуск силовой установки на орбите
- Высокая маневренность на орбите
- Запас характеристической скорости для орбитальных манёвров не менее 2500 футов в секунду (0,762 км/с)
- Способность к многоразовому применению
- Способность к всепогодному запуску
- Способность к управляемой посадке с приводнением в заданном районе
- Минимальная зависимость от наземных систем

Таким образом, с самого начала были предопределены ключевые элементы системы: способность к интенсивным манёврам на орбите со значительным изменением её параметров, способность самостоятельно находить и идентифицировать цель, надёжность и нетребовательность в эксплуатации.
После изучения технических аспектов было решено, что оптимальной формой для аппарата будет форма остроконечного конуса, обеспечивающая минимальные аэродинамические потери при старте и максимальную эффективность теплозащиты при входе в атмосферу (основанием вперёд). В разработке модели аппарата были использованы данные по теплозащитным боевым блокам ядерных боеголовок баллистических ракет, к которым предъявляются аналогичные требования.
Было рассмотрено несколько возможных конфигураций аппарата с различным расположением элементов конструкции. На ранней стадии были отвергнуты конфигурации с единым мощным маршевым двигателем в основании конуса: было очевидно, что из-за длинного сопла выполнить ограничения по длине аппарата удастся только за счёт существенного ограничения внутреннего пространства. На всех последующих моделях предлагалось использование вместо одного мощного двигателя — кластера из множества мелких, расположенных по кругу вокруг основного теплозащитного экрана в корме аппарата.
На первых моделях предполагалось, что пилот будет находиться в передней части корпуса (ногами к носу), а сферический топливный бак — в задней. Однако, это решение оказалось неудачным: из-за сужения конического корпуса аппарата в передней части, пилот мог разместиться внутри только лёжа головой к корме, что приводило к физиологическим проблемам при перегрузках. В результате было решено перенести топливный бак в носовую часть (разделив его на два меньших сферических бака, расположенные один за другим), а пилота — в кормовую, где он располагался сидя, спиной к корме.
Все эти решения были включены в окончательный дизайн аппарата.

## Конструкция
В окончательном виде, «Космический крейсер» выглядел следующим образом.
Аппарат имел форму остроконечного конуса, длиной около 8 метров и диаметром основания около 1,42 м. Его масса в полностью заправленном виде должна была составлять 2054 кг. Около 650 кг из них составляло самовоспламеняющееся топливо в баках.
В корме аппарата (основании конуса) размещался теплозащитный экран, предназначенный для выдерживания трения об атмосферу при посадке. Вокруг экрана размещались 17 малогабаритных жидкостных ракетных двигателя, являвшихся как тормозной силовой установкой системой орбитального маневрирования, так и системой ориентации. Сопла расположенных по кругу двигателей были под небольшим углом отклонены внутрь (что позволяло использовать их как ориентационные) и были оснащены подвижным центральным телом, что позволяло изменять форму истекающего потока, добиваясь максимального импульса при минимальной длине двигателей. Характеристическая скорость достигала 762 метров в секунду.
Перед двигательным отсеком, спиной к нему, располагалось амортизационное кресло пилота. По соображениям экономии веса, корабль не имел бортовой системы жизнеобеспечения: пилот должен был весь полёт находиться в скафандре. Продолжительность полёта, соответственно, ограничивалась ресурсами системы жизнеобеспечения скафандра. Для упрощения работы пилота, скафандр предполагалось оснастить ранней версией нашлемного дисплея с выводом информации на визор шлема.
Перед пилотом — который, фактически, упирался в него ногами — располагался сферический бак с топливом (Метилгидразин), объёмом 0,342 кубических метра. Перед топливным баком, в свою очередь, располагался бак с окислителем (дымящейся азотной кислотой) объёмом 0,238 кубических метра. В пространстве между баками за отстреливающейся заслонкой, располагался ключевой элемент посадочной системы: раздвижной параплан, который позволял осуществлять управляемое планирование в атмосфере. Ещё один — запасной — параплан, располагался прямо перед баком окислителя.
Носовая часть аппарата была выполнена в виде закреплённого на шарнирах конуса-обтекателя. После выхода за пределы атмосферы, конус проворачивался на 180 градусов, и располагался параллельно борту корабля, открывая сенсорную станцию в основном корпусе: комплект из радара, лазерного дальномера, и нескольких телескопов, служивших для навигации и инспекции.
Внутри самого откидного обтекателя, находился грузовой отсек объёмом 0,22 кубических метра (открывающийся при откидывании). Отсек служил для установки либо выводимых на орбиту микроспутников, либо перспективных систем противоспутникового вооружения. В вершине обтекателя находились аккумуляторные батареи, баки с водой для охлаждения, и балласт.

### Схема полета
Запуск аппарата предполагался с борта подводной лодки, при помощи ракеты-носителя на базе перспективной БРПЛUGM-96 Trident I. Эта ракета могла разогнать восемь боевых блоков W76 вместе с ступенью разведения до скорости 6 км/с, таким образом нуждаясь лишь в незначительном дополнении для вывода «крейсера» на орбиту.
Выйдя в космическое пространство, пилот «крейсера» должен был с помощью бортовых сенсоров (без поддержки с Земли) найти спутник-цель, сблизиться с ним, и поразить вооружением. Все вместе должно было занять не более 1-2 орбитальных витков, ввиду ограниченности системы жизнеобеспечения скафандра пилота.
После завершения боевого задания, «крейсер» разворачивался кормой вперёд, и, тормозя двигателями, сходил с орбиты. Кормовой теплозащитный экран предохранял от трения при входе в атмосферу, а коническая форма (создающая подъёмную силу) замедляла падение. Для мягкой посадки, использовался параплан, на котором «крейсер» управляемо планировал к расчётной точке приводнения. После приводнения, «крейсер» и пилот эвакуировались вертолётом с дружественного корабля, дежурящего в этом районе.

### Закрытие
Хотя проект «Космического крейсера» продвигался успешно и выглядел весьма перспективно, он, в конечном итоге, был закрыт в перспективе появления новой, универсальной МТКС «Спейс шаттл» и программы космических вооружений СОИ.